# سليمان آباد (مقاطعة فسا)
سليمان‌آباد (بالفارسية: سلیمان‌آباد) هي قرية تقع في Jangal Rural District في إيران. يقدر عدد سكانها بـ 108 نسمة .